# Xochiatipan
Xochiatipan är en ort i Mexiko.   Den ligger i kommunen Xochiatipan och delstaten Hidalgo, i den sydöstra delen av landet, 180 km nordost om huvudstaden Mexico City. Xochiatipan de Castillo ligger 661 meter över havet och antalet invånare är 18 157.
Terrängen runt Xochiatipan de Castillo är huvudsakligen kuperad. Xochiatipan de Castillo ligger uppe på en höjd. Runt Xochiatipan de Castillo är det ganska tätbefolkat, med 80 invånare per kvadratkilometer. Xochiatipan de Castillo är det största samhället i trakten. I omgivningarna runt Xochiatipan de Castillo växer huvudsakligen savannskog.